# Garrison Mathews
Garrison Mathews (Franklin, Tennessee; 24 de octubre de 1996) es un jugador de baloncesto estadounidense que pertenece a la plantilla de los Atlanta Hawks de la NBA. Con 1,98 metros de estatura, ocupa la posición de escolta. 

## Trayectoria deportiva

### Universidad

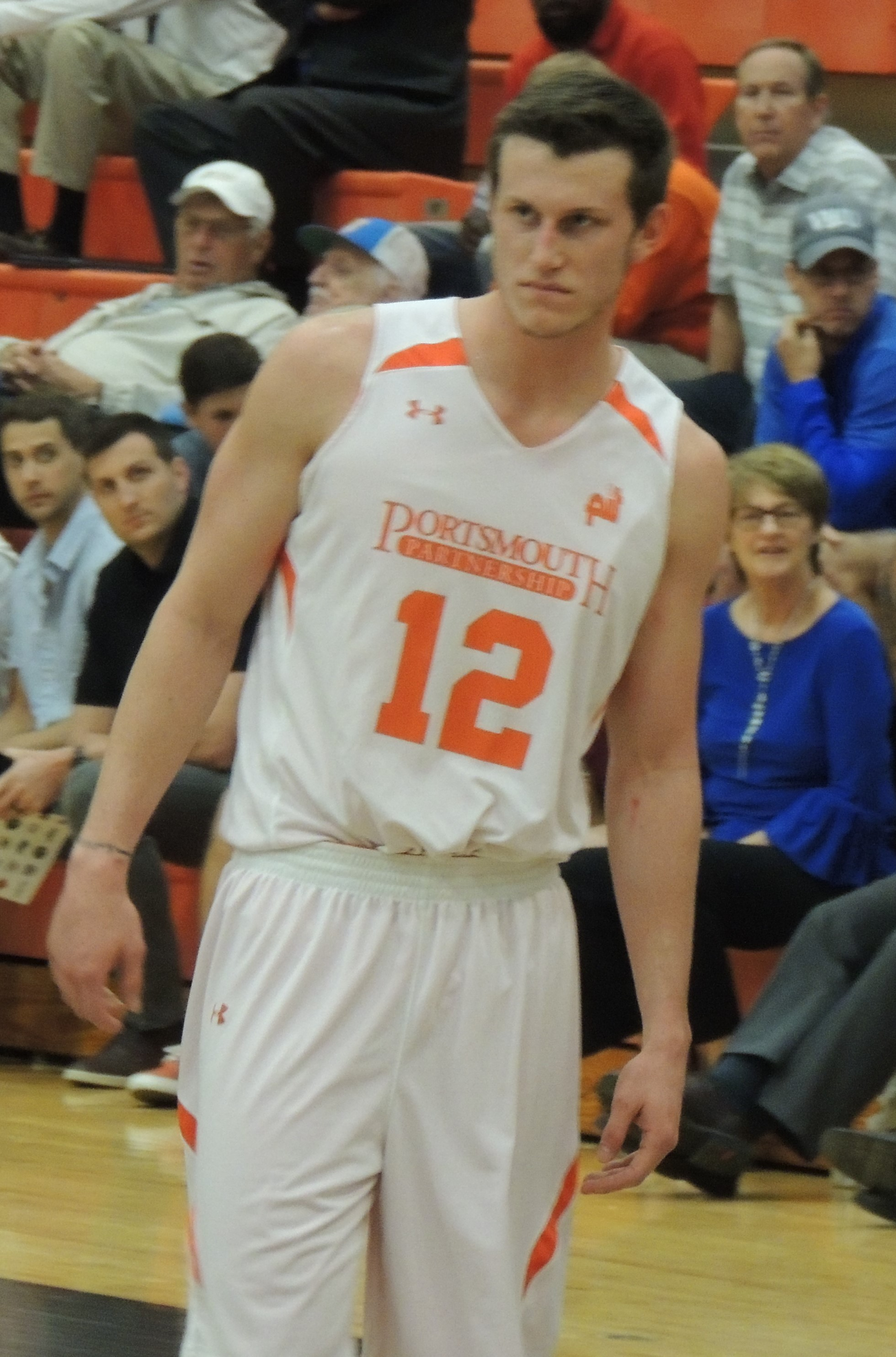
Mathews en el 'Portsmouth Invitational Tournament' de 2019.

Jugó cuatro temporadas con los Bisons de la Universidad Lipscomb, en las que promedió 18,5 puntos, 5,0 rebotes y 1,9 asistencias por partido. En su primera temporada fue incluido en el mejor quinteto de novatos de la Atlantic Sun Conference, mientras que en las tres restantes lo fue en el mejor quinteto absoluto. Fue además elegido Jugador del Año en su última temporada.

#### Estadísticas
| Año     | Equipo   | PJ  | PT  | MPP  | %TC  | %3P  | %TL  | RPP | APP | ROB | TPP | PPP  |
| ------- | -------- | --- | --- | ---- | ---- | ---- | ---- | --- | --- | --- | --- | ---- |
| 2015–16 | Lipscomb | 33  | 12  | 20.8 | .403 | .349 | .732 | 3.4 | 1.5 | .8  | .2  | 10.9 |
| 2016–17 | Lipscomb | 32  | 32  | 31.3 | .458 | .352 | .726 | 5.6 | 2.3 | .8  | .2  | 20.4 |
| 2017–18 | Lipscomb | 33  | 32  | 30.4 | .465 | .381 | .799 | 5.5 | 1.8 | 1.0 | .3  | 21.7 |
| 2018–19 | Lipscomb | 36  | 36  | 30.1 | .443 | .403 | .860 | 5.5 | 1.9 | .8  | .3  | 20.8 |
| Total   | Total    | 134 | 112 | 28.2 | .446 | .374 | .789 | 5.0 | 1.9 | .9  | .2  | 18.5 |

### Profesional
Tras no ser elegido en el Draft de la NBA de 2019, el 21 de junio firmó un contrato dual con Washington Wizards y su filial en la G League, los Capital City Go-Go. Debutó en la NBA el 23 de octubre ante Dallas Mavericks. El 30 de diciembre, anotó su récord personal con 28 puntos ante Miami Heat.
Después de dos temporadas en Washington, el 5 de agosto de 2021, los Wizards descartaron hacerle una oferta cualificada por lo que Mathews pasó a ser agente libre.
El 28 de septiembre de 2021, Mathews firmó con los Boston Celtics, pero fue despedido al final de la pretemporada. El 18 de octubre de 2021 firmó un contrato dual con los Houston Rockets de la NBA y su filial en la G League, los Rio Grande Valley Vipers.
El 9 de febrero de 2023 es traspasado, junto a Bruno Fernando, a Atlanta Hawks, a cambio de Frank Kaminsky y Justin Holiday.

## Estadísticas de su carrera en la NBA

### Temporada regular
| Año     | Equipo     | PJ  | PT | MPP  | %TC  | %3P  | %TL  | RPP | APP | ROB | TPP | PPP  |
| ------- | ---------- | --- | -- | ---- | ---- | ---- | ---- | --- | --- | --- | --- | ---- |
| 2019-20 | Washington | 18  | 0  | 12.6 | .429 | .413 | .912 | 1.3 | .6  | .4  | .1  | 5.4  |
| 2020-21 | Washington | 64  | 24 | 16.2 | .409 | .384 | .884 | 1.4 | .4  | .5  | .1  | 5.5  |
| 2021-22 | Houston    | 65  | 33 | 26.3 | .399 | .360 | .794 | 2.9 | 1.0 | .8  | .3  | 10.0 |
| 2022-23 | Houston    | 45  | 0  | 13.4 | .353 | .342 | .911 | 1.4 | .5  | .5  | .1  | 4.8  |
| 2022-23 | Atlanta    | 9   | 0  | 9.4  | .419 | .400 | .875 | 1.2 | .3  | .1  | .1  | 4.8  |
| 2023-24 | Atlanta    | 66  | 5  | 15.0 | .456 | .440 | .810 | 1.4 | .6  | .3  | .1  | 4.9  |
| 2024-25 | Atlanta    | 47  | 2  | 17.7 | .397 | .390 | .821 | 1.9 | 1.3 | .6  | .3  | 7.5  |
| Total   | Total      | 314 | 64 | 17.5 | .405 | .382 | .838 | 1.8 | .7  | .5  | .2  | 6.5  |

### Playoffs
| Año   | Equipo     | PJ | PT | MPP | %TC  | %3P  | %TL  | RPP | APP | ROB | TPP | PPP |
| ----- | ---------- | -- | -- | --- | ---- | ---- | ---- | --- | --- | --- | --- | --- |
| 2021  | Washington | 3  | 0  | 5.7 | .000 | .000 | .800 | .7  | .0  | .0  | .0  | 1.3 |
| Total | Total      | 3  | 0  | 5.7 | .000 | .000 | .800 | .7  | .0  | .0  | .0  | 1.3 |